# Araneus yapingensis
Araneus yapingensis là một loài nhện trong họ Araneidae.
Loài này thuộc chi Araneus. Araneus yapingensis được miêu tả năm 2009 bởi Chang-Min Yin et al..